# مقاطعة بوتر (تكساس)
مقاطعة بوتر (بالإنجليزية: Potter  County)‏ هي إحدى المقاطعات في ولاية تكساس، الولايات المتحدة الأمريكية، يبلغ عدد سكانها 121,073 نسمة طبقا لإحصاء عام 2010 .

موقع المقاطعة في ولاية تكساس

## أعلام
- فيل روفين
- أيفي باركر